# إيزوبل ستيل
إيزوبل ستيل (بالإنجليزية: Isobel Steele)‏ هي ممثلة بريطانية، ولدت في 28 ديسمبر 2000 في سالفورد في المملكة المتحدة.

## وصلات خارجية
- إيزوبل ستيل على موقع IMDb (الإنجليزية)